# Pavel Kejmar
Pavel Kejmar (* 26. srpna 1990, Mělník) je český motocyklový závodník v kategorii supermoto. Momentálně jezdí za italský Degasoline Motorsport.
V letech 2013, 2014, 2015 a 2016 se stal mistrem České republiky v supermotu, mezi jeho další úspěchy v této kategorii patří první místo v úvodním závodě květnového Mistrovství České republiky třídy S1 roku 2015.
V srpnu 2015 se mu pak podařilo jako prvnímu českému závodníkovi zvítězit v závodu Mistrovství světa supermoto ve třídě S1 Grand Prix. V seriálu mistrovství světa ještě dvakrát vyhrál v Kolumbii a celkově obsadil čtvrté místo za rok 2015.
Rok 2016 zaznamenal historický úspěch pro českou vlajku v supermotu, a to bronzovou medailí na mistrovství světa.